# Whose Wife Is This?
Whose Wife Is This? est un film muet américain réalisé par Colin Campbell et sorti en 1913.

## Fiche technique
- Réalisation : Colin Campbell
- Scénario : Colin Campbell, d'après son histoire
- Date de sortie :  États-Unis : 10 janvier 1913

## Distribution
- Tom Santschi : le mari
- Bessie Eyton : l'épouse
- Camille Astor